# 70179 Beppechiara
70179 Beppechiara è un asteroide della fascia principale. Scoperto nel 1999, presenta un'orbita caratterizzata da un semiasse maggiore pari a 2,5750916 au e da un'eccentricità di 0,3132127, inclinata di 5,23128° rispetto all'eclittica.
L'asteroide è dedicato a Giuseppe Brenna e Chiara Martinoni, due coniugi amici dello scopritore.